# Zofia Praussowa

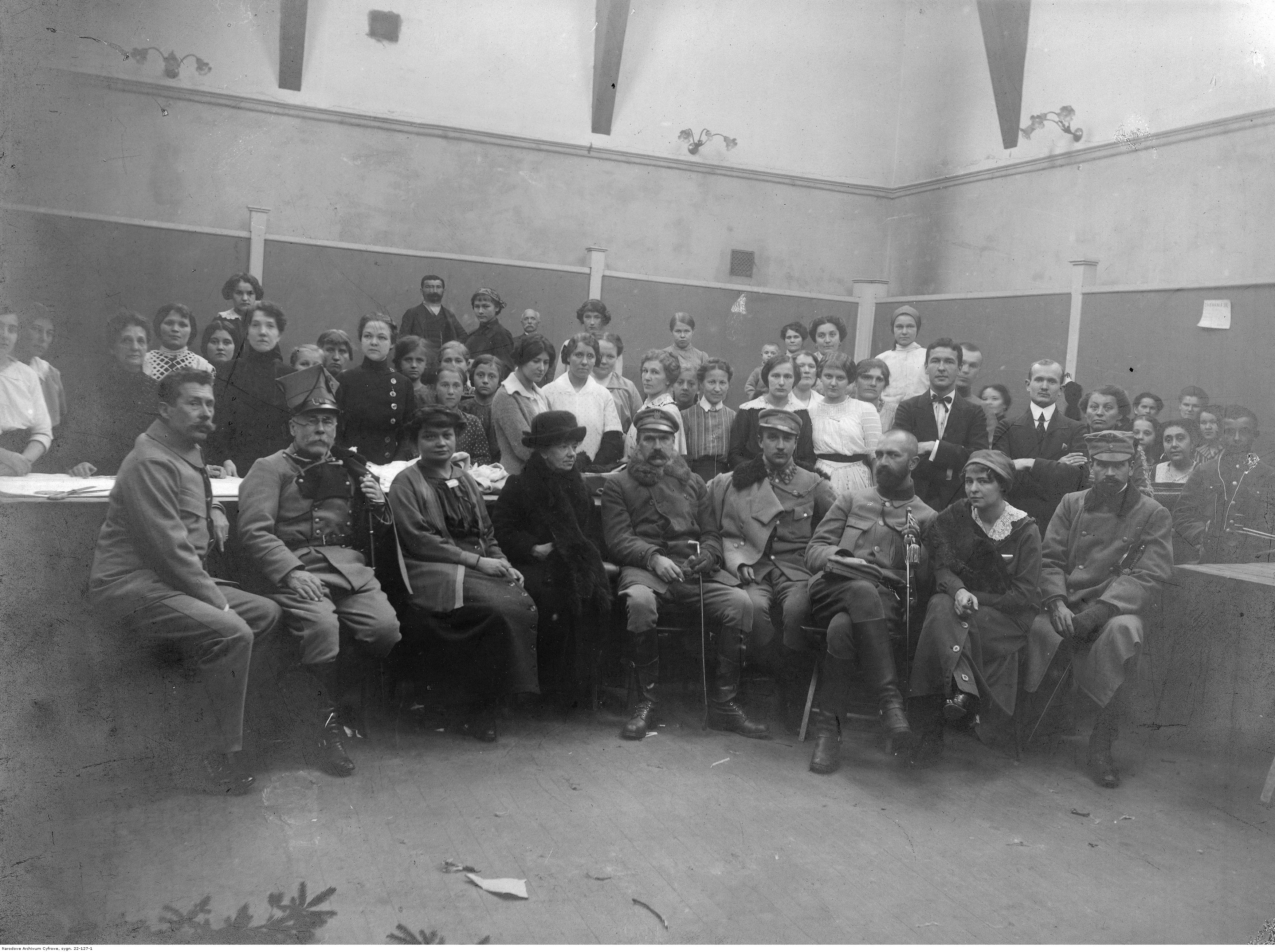
Zofia Praussowa (pierwszy rząd, trzecia z lewej) z Józefem Piłsudskim i pracownikami intendentury Legionowej. Zakopane, rok 1914

Zofia Praussowa z Kuleszów, ps. Ryksa Górnikowa, Górnicka, pani Katarzyna (ur. 3 września 1878 w Budzowie, zm. przed 27 stycznia 1945 w KL Auschwitz) – polska polityk, działaczka PPS i PPS – dawnej Frakcji Rewolucyjnej, posłanka na Sejm I i II kadencji w latach 1922–1927 i 1928–1930, inspektorka pracy i feministka.

## Życiorys
Pobierała nauki w pensji Garnteckiej w Częstochowie a następnie ukończyła ze złotym medalem gimnazjum w Kazaniu, a potem w 1904 Wydział Matematyczny wyższych Kursów Bestużewa w Petersburgu. Od 1899 była zaangażowana w działalność Polskiej Partii Socjalistycznej, gdzie poznała swego od męża Ksawerego Praussa. W latach 1901–1902 była przedstawicielką partii w Petersburgu. Pomogła w ucieczce Józefa Piłsudskiego z więzienia, a w 1902 udało jej się uwolnić aresztowanego przez policję męża i wywieźć go z pomocą Aleksandra Sulkiewicza za granicę. Po ukończeniu studiów powróciła na ziemie polskie i była działaczką PPS na terenie Częstochowy i Zakopanego. Wchodziła w skład Okręgowego Komitetu Robotniczego PPS w Częstochowie (1904–1905). Od 1904 członkini Organizacji Bojowej PPS, zorganizowała przemyt broni z Niemiec do Królestwa Polskiego. 3 maja 1905 aresztowana za kolportowanie odezw przeciwko poborowi do carskiego wojska. Więziona w Kielcach, a następnie wywieziona do Rosji, skąd bardzo szybko uciekła. Od tej pory działała w Królestwie Polskim na stopie nielegalnej. Związana ze "starymi" w PPS, od lutego 1906 działała jako członkini OKR w Łodzi a następnie w Warszawie. Po ponownym ją aresztowaniu więziona na Pawiaku (od września do grudnia 1906). Zwolniona wyjechała w kwietniu 1907 za granicę i rozpoczęła studia matematyczne na paryskiej Sorbonie, które ukończyła w 1911 i wróciła do Zakopanego, gdzie założyła koedukacyjną szkołę średnią. Po rozłamie w PPS należała do PPS – Frakcji Rewolucyjnej (1906–1918).
Po wybuchu I wojny światowej najpierw zorganizowała intendenturę strzelców w Zakopanem a następnie działała w 1914 w Polskiej Organizacji Narodowej, w komisariacie częstochowskim gdzie pracowała przy werbunku do I Brygady LP. Od 1915 działała w zorganizowanym przez jej męża Centralnym Biurze Szkolnym. Organizatorka i komendantka oddziału żeńskiego Polskiej Organizacji Wojskowej w Piotrkowie. Od 1917 mieszkała w Warszawie, gdzie działała w PPS – organizując pracę dzielnicy partyjnej Powązki. Od 1915 działaczka Ligi Kobiet Pogotowia Wojennego a w latach 1917–1918 członkini jej Naczelnego Zarządu. Od stycznia 1918 członkini Centralnego Komitetu Równouprawnienia Kobiet (1918–1919).
Po odzyskaniu niepodległości pracowała w Ministerstwie Pracy i Opieki Społecznej. W październiku 1918 rozpoczęła szkolenie dla inspektorów pracy zorganizowane przez Sekcję Ochrony Pracy pod kierownictwem Franciszka Sokala. Po ukończeniu kursów została inspektorką pracy. Ze względu między innymi na swoją znajomość środowiska robotniczego, była uważana za wybitną inspektorkę pracy i miała duży autorytet w tym środowisku. W 1921 była inicjatorką protestu środowiska inspektorów pracy przeciwko planom ministra ochrony pracy i opieki społecznej Edwarda Pepłowskiego dotyczących podporządkowania instytucji inspekcji pracy ministerstwu spraw wewnętrznych. W 1922 stała na czele dwóch warszawskich obwodów inspekcji pracy.
W latach dwudziestych odgrywała ważną rolę w zjednoczonej Polskiej Partii Socjalistycznej - była członkinią Rady Naczelnej (1919-1928) i Centralnego Komitetu Wykonawczego PPS (1920–1928) oraz przewodniczącą Centralnego Wydziału Finansowego. Zorganizowała Centralny Wydział Kobiecy PPS i była jego przewodniczącą w latach 1923–1928. Była redaktorką czasopisma PPS „Głos Kobiet”. Należała także do Klubu Politycznego Kobiet Postępowych. 
W 1922 została wybrana do Sejmu I kadencji, z listy PPS (okręg nr 1). Większe zaangażowanie się w działalność polityczną spowodowało rezygnację z funkcji w inspekcji pracy. W Sejmie wchodziła w skład Komisji Ochrony Pracy, Opieki Społecznej i Inwalidzkiej i udzielała się, między innymi, w pracach nad regulacjami prawnymi dotyczącymi ochrony pracy i problematyki zatrudnienia kobiet i młodocianych. W 1928 została ponownie wybrana w skład Sejmu, tym razem z listy krajowej PPS.  
Po konfliktach z kierownictwem partii na tle stosunku do sanacji i Józefa Piłsudskiego w 1928, opuściła PPS i współtworzyła PPS – dawną Frakcję Rewolucyjną, od tej pory była już związana z obozem pomajowym. Po rozwiązaniu Sejmu w sierpniu 1930 nie uzyskała ponownie mandatu poselskiego.
W czasie II wojny światowej działała w Związku Walki Zbrojnej – AK. W dniu 10 listopada 1942 została aresztowana przez Niemców i uwięziona na Pawiaku, potem przebywała w obozie koncentracyjnym na Majdanku i w Auschwitz. Zmarła tuż przed wyzwoleniem obozu przez Armię Czerwoną.

## Życie prywatne
Urodziła się w rodzinie właścicieli ziemskich, była córką Aleksandra Kuleszy i Emilii z Rogozińskich. Jej mężem od 1899 był Ksawery Prauss. Córki: Jadwiga Jędrzejowska i Ewa Prauss-Płoska, żołnierz Kedywu Armii Krajowej, żona Stanisława Płoskiego, matka Zofii Romaszewskiej.

## Odznaczenia
- Krzyż Niepodległości (19 grudnia 1930)[12]
- Krzyż Kawalerski Orderu Odrodzenia Polski (9 listopada 1932)[13]

## Upamiętnienie
W 2021 ukazał się komiks Karolina i Klara. Medalion czasu autorstwa Sebastiana Frąckiewicza i Anny Krztoń. Jedną z bohaterek jest Zofia Praussowa. Komiks wydała Fundacja Kosmos dla Dziewczynek. Przed wydaniem wersji książkowej komiks ukazał się w czasopiśmie „Kosmos dla Dziewczynek”. 